# روبرت ويليام سترونج جونيور
روبرت ويليام سترونج جونيور (بالإنجليزية: Robert William Strong Jr.)‏ هو عسكري أمريكي، ولد في 23 نوفمبر 1917، وتوفي في 16 مارس 2006.